# Zatrucie pokarmowe
Zatrucie pokarmowe (łac. gastroenteritis acuta) – choroba wynikająca ze spożycia pokarmu lub przyjęcia płynów zawierających substancje szkodliwe, a w szczególności toksyny bakteryjne, drobnoustroje lub oba naraz i przebiegająca z objawami ostrego nieżytu żołądkowo-jelitowego. Według klasyfikacji WHO zatrucia pokarmowe obejmują również zakażenia pokarmowe.

## Czynniki patogenne

### Bakterie
Bakterie są najczęstszą przyczyną zatruć pokarmowych.
Najczęstszymi patogenami bakteryjnymi w zatruciach pokarmowych są:
- Campylobacter jejuni, który wtórnie może doprowadzić do zespołu Guillaina-Barrégo i zapaleń przyzębia[1]
- Salmonella spp. - zakażenie wywołane przez S. Typhimurium, które jest spowodowane spożyciem niedogotowanych jajek, a także inne patogeny[2][3][4]
- Escherichia coli O157:H7 (EHEC), które powodują zespół hemolityczno-mocznicowy

Inne częste patogeny bakteryjne:
- Bacillus cereus
- Escherichia coli - EIEC, EPEC, ETEC, EAEC, inaczej EAgEC

- Listeria monocytogenes
- Shigella spp.
- Staphylococcus aureus
- Streptococcus

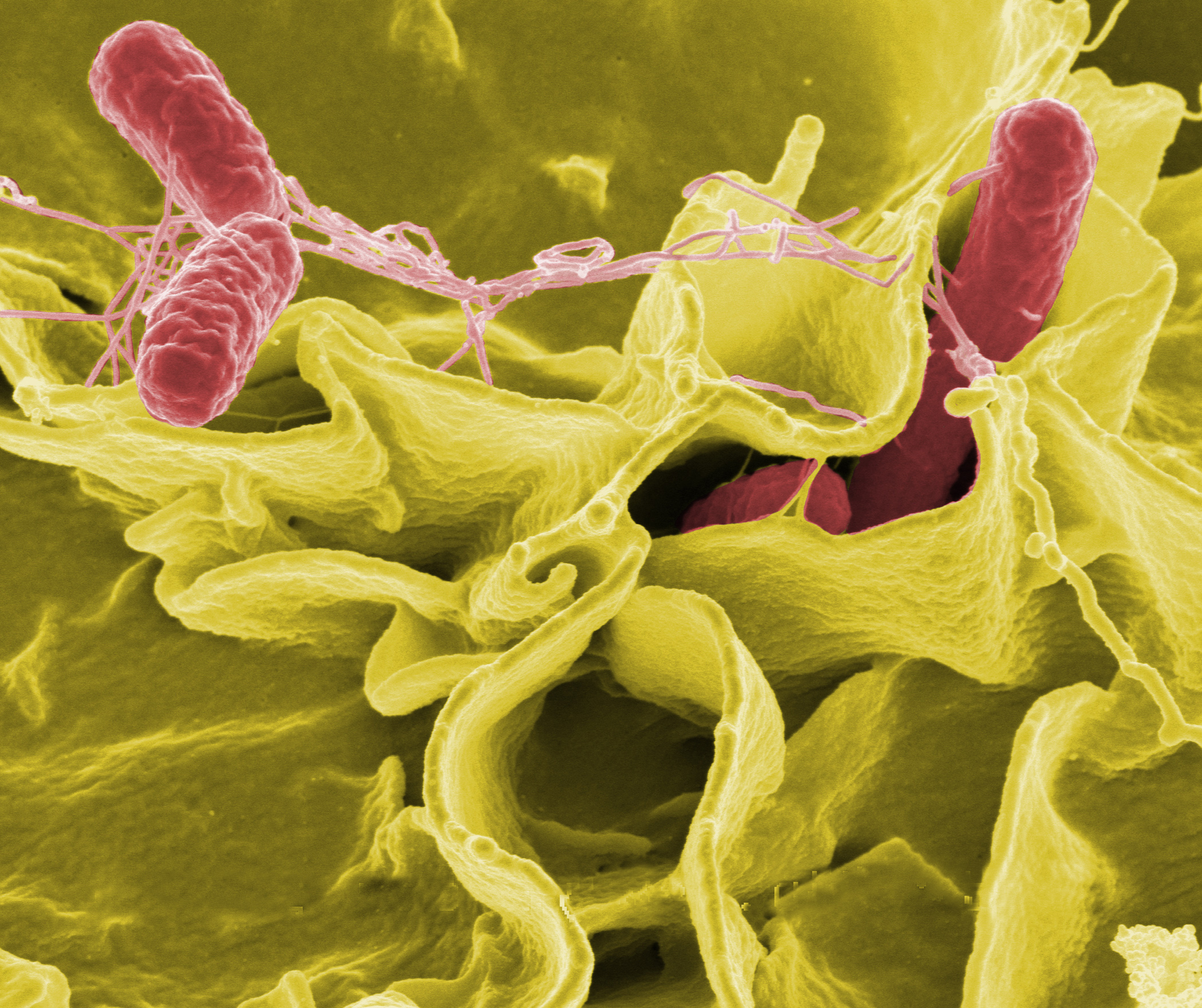
Salmonella

- Vibrio cholerae, w tym O1 i nie-O1
- Vibrio parahaemolyticus
- Vibrio vulnificus
- Yersinia enterocolitica i Yersinia pseudotuberculosis.

Mniej powszechne czynniki bakteryjne:
- Brucella spp.
- Corynebacterium ulcerans
- Coxiella burnetii - gorączka Q
- Plesiomonas shigelloides.

#### Egzotoksyny
Niektóre zatrucia są wywoływane nie tylko bezpośrednio przez zakażenie bakteryjne, ale również egzotoksyny produkowane przez bakterie.
Egzotoksyny produkują (przykłady):
- Clostridium botulinum
- Clostridium perfringens
- Staphylococcus aureus
- Bacillus cereus.

### Mykotoksyny i zatrucia grzybami
Do mykotoksyn najczęściej wywołujących zatrucia pokarmowe należą:
- Aflatoksyny - wytwarzane przez Aspergillus parasiticus i Aspergillus flavus. Często występują w orzechach, orzeszkach ziemnych, kukurydzy, sorgo i innych nasionach oleistych. Do postaci aflatoksyn zalicza się: B1, B2, G1 i G2, wśród których aflatoksyna B1 działa głównie na wątrobę wywołując jej martwicę, marskość oraz raka wątrobowokomórkowego[5][6]

- Cytochalazyny

- Alkaloidy sporyszu - alkaloidy ergopeptynowe - ergotamina

- Inne

### Wirusy
Zakażenia wirusowe stanowią prawdopodobnie jedną trzecią przyczyn zatruć pokarmowych w krajach rozwiniętych. Zakażenia wywołują wirusy:
- Enterowirusy

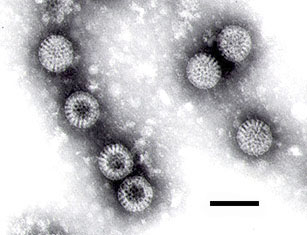
Rotawirus

- Wirus zapalenia wątroby typu A, który szerzy się przez spożywanie pokarmów zanieczyszczonych fekaliami[7][8]
- Wirus zapalenia wątroby typu E
- Norowirusy
- Rotawirusy.

### Pasożyty
Większość pokarmowych parazytoz to choroby odzwierzęce.
Płazińce:
- Diphyllobothrium sp.

- Nanophyetus sp.
- Taenia saginata
- Taenia solium
- Fasciola hepatica

Zobacz też: tasiemce
Nicienie:
- Anisakis sp.
- Ascaris lumbricoides
- Eustrongylides sp.
- Trichinella spiralis
- Trichuris trichiura.

Pierwotniaki:

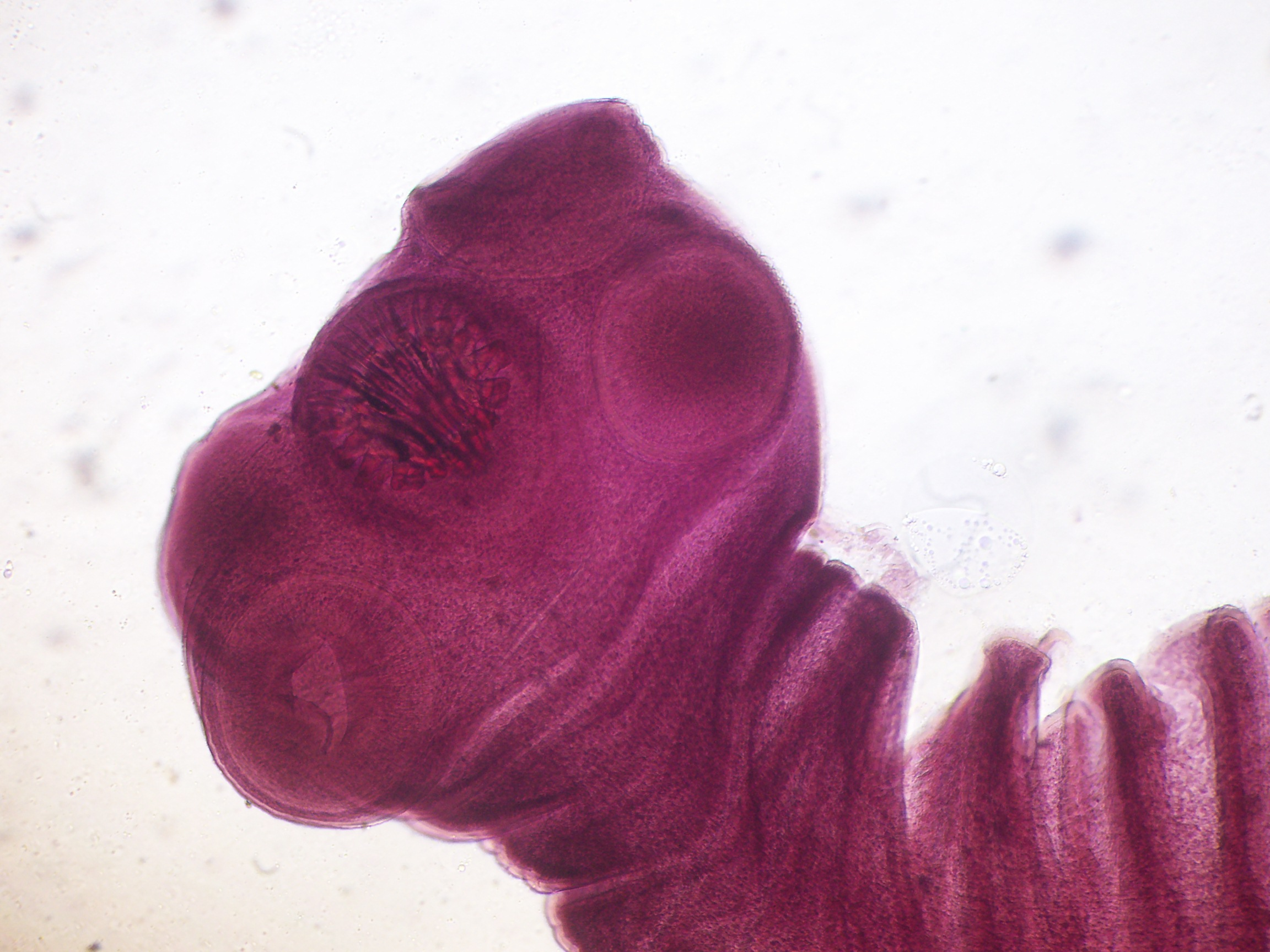
Skoleks Tenia solium

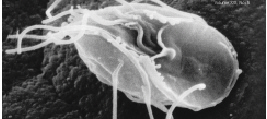
Giardia lamblia

- Acanthamoeba i inne wolno żyjące protozoa z supergrupy amoebozoa
- Cryptosporidium parvum
- Cyclospora cayetanensis
- Entamoeba histolytica
- Giardia lamblia
- Sarcocystis hominis
- Sarcocystis suihominis
- Toxoplasma gondii.

### Toksyny występujące naturalnie w pokarmach
- alkaloidy (zawierają je np. szczwół plamisty i naparstnica)
- cykutoksyna w szaleju jadowitym
- toksyny grzybów wyższych
- tetrodotoksyna (ryby Takifugu)
- skombrotoksyna w rybach wywołująca scombrotoksizm